# Coma Engaliu
Coma Engaliu és una coma del terme municipal de Conca de Dalt, a l'antic terme de Toralla i Serradell, al Pallars Jussà, en territori del poble de Rivert.
Està situada al nord-oest de Rivert, al nord del Serrat de la Rebollera i de les Cadiretes. És a l'esquerra del barranc de Palomera, i es troba amb la Coma Engavarnera just al sud de totes dues comes, on hi ha l'Espluga de Castilló.